# Butterlin
Butterlin var en svensk adelsätt av ryskt ursprung och en av de så kallade bajorsläkterna.
Ätten Buturlín (Бутурлин), som det ursprungliga ryska namnet lyder, var mycket känd och vitt förgrenad i Ryssland. Den trädde i svensk tjänst med Vasilij Vasiljevitj Buturlin/Wasili(us) Butterlin. Han togs som ung till fånga av svenska trupper vid Gdov 1614 och blev page hos Gustav II Adolf. Enligt overifierade uppgifter ska han ha varit född 16 oktober 1600 i ”Landova”. Trots olika försök har det inte gått att fastställa hans plats i ätten Buturlins genealogi. Den danske historikern John H. Lind har menat att den kungliga protektionen – kungen gjorde själv honom till page och sände honom till Stockholm för utbildning – är en fingervisning om att han kan ha tillhört en mer betydande gren. Den ryske historikern Adrian Selin finner detta osannolikt, då det vid den period då han tillfångatogs bara fanns smärre lokala godsägare ur ätten Buturlin i Gdov. Med tiden blev Wasili Butturlin överstelöjtnant vid Ångermanlands fotfolk, erhöll 12 november 1651 svenskt sköldebrev och introducerades på Sveriges riddarhus 22 oktober 1652 under nr 546 bland adliga ätter. Han slöt själv den svenska ätten då han avled barnlös 21 november 1665. Hans vapen hänger i Knutby kyrka, där han är begraven.